# Wye Oak (Band)
Wye Oak ist ein US-amerikanisches Indie-Rock-Duo aus Baltimore, Maryland. Die Band besteht aus Andy Stack (Schlagzeug, Keyboard, Backupgesang) und Jenn Wasner (Gesang, Gitarre, Bass).

## Geschichte

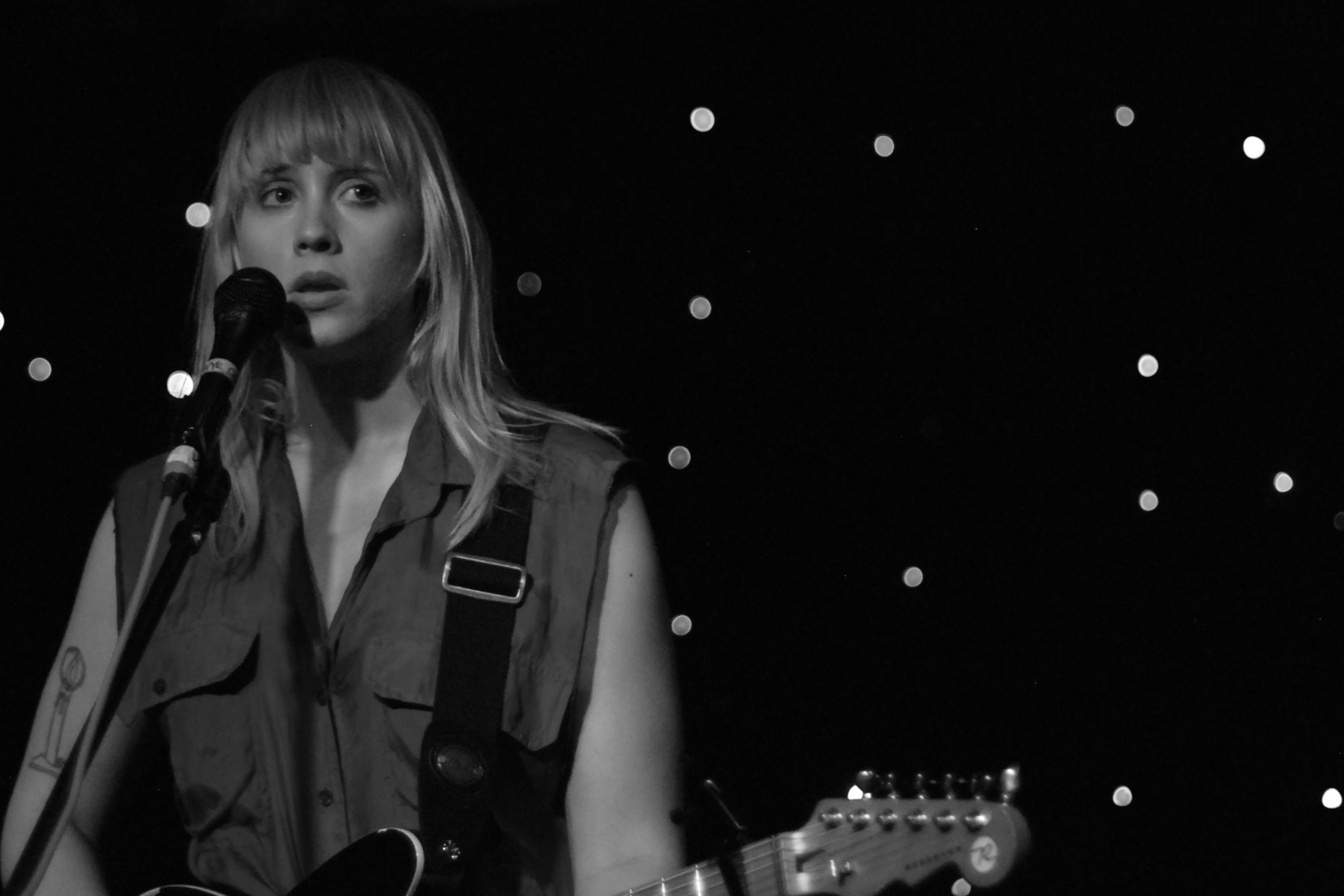
Jenn Wasner live, August 2012

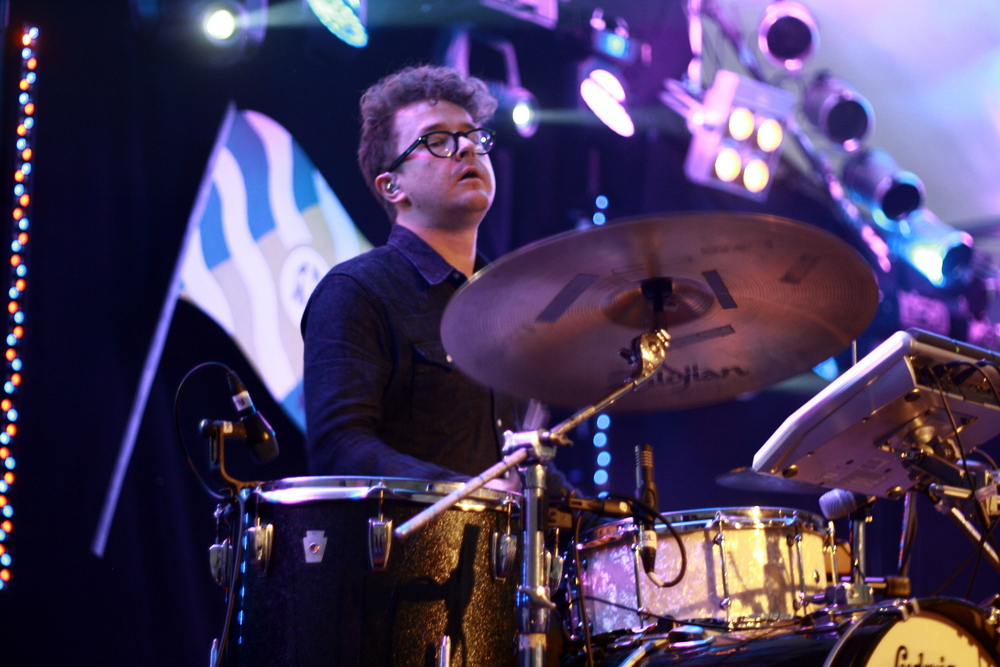
Andy Stack live, Mai 2014

Das Duo nannte sich bei der Gründung 2006 ursprünglich „Monarch“, bevor sie den Bandnamen in „Wye Oak“ änderten, eine Bezugnahme auf Wye Oak, den Symbolbaum ihres heimatlichen US-Bundesstaats Maryland. Ihr Debütalbum If Children brachten sie 2007 zunächst im Selbstverlag heraus und kamen kurz darauf bei Merge Records unter, das ihr Album 2008 wiederveröffentlichte. Zwei Jahre später folgte das nächste Album, The Knot.
Das Album Civilian erschien im März 2011 bei Merge Records in den USA und bei City Slang Records in Europa. Eine bearbeitete Version des Titeltracks wurde für den Trailer der zweiten Staffel der Fernsehserie The Walking Dead sowie in der Schlussszene der Episode 18 Miles Out derselben Serie verwendet. Auch in der Schlussszene der 13. Episode des US-amerikanischen Remakes der Fernsehserie Being Human wurde es eingesetzt.
Ein weiteres Album, Shriek, diesmal produziert von Nicolas Vernhes und voller stilistischer Kurskorrekturen, kam im April 2014 wiederum bei Merge Records heraus. Es war 2014 in den Billboard-Albumcharts erfolgreich (u. a. Top Modern Rock/Alternative Albums Platz 12), ebenso wie zuvor schon Civilian, das den 36. Platz der Top Independent Albums sowie den Platz 1 der Top Heatseekers belegt hatte.
Der Titeltrack von Civilian wurde in den Soundtrack von zwei Kinofilmen (2012 Safety Not Guaranteed und 2013 The Odd Way Home) sowie mehrere US-Fernsehserien aufgenommen.

## Stil
Ihre Musik wurde von Rezensenten beschrieben als „ernster Folk-induzierter Indie-Rock mit Nuancen von Noise und Dreampop“. Jenn Wasner singt als Frontfrau und spielt elektrische oder akustische Gitarre oder Bass, während Stack das Kunststück fertigbringt, zugleich Schlagzeug und Keyboard zu spielen, Schlagzeug mit den Füßen und der rechten Hand und Bass/Keyboard mit der linken Hand.

## Diskografie
- 2007: If Children (Album; Selbstverlag, 2008 bei Merge Records)
- 2009: The Knot (Album; Merge Records)
- 2010: My Neighbor / My Creator (EP; Merge Records)
- 2010: Civilian (Album; Merge Records)
- 2014: Shriek (Album; Merge Records)
- 2018: The Louder I Call, The Faster It Runs (Album; Merge Records)

## Belege
1. 1 2  Monger, James Christopher: Wye Oak. Allmusic, abgerufen am 14. April 2008.
2. ↑  The Knot - Album Rezension, Pitchfork Media vom 21. Juli 2009, abgerufen am 4. September 2015
3. ↑  Wye Oak Embrace Reinvention, Abandon Guitar on Upcoming Fourth Album, Spin Media vom 30. Oktober 2013, abgerufen am 4. September 2015
4. ↑  Wye Oak Artist Biography, All Music Guide
5. ↑  Billboard Albumränge
6. ↑  unvollständige Nachweise bei IMDb.com, abgerufen am 6. Juni 2015
7. ↑  If Children Album Rezension, Pitchfork Media vom 25. April 2008, abgerufen am 4. September 2015
8. ↑  Band of the Week: Wye Oak (Memento des Originals vom 24. September 2015 im Internet Archive)  Info: Der Archivlink wurde automatisch eingesetzt und noch nicht geprüft. Bitte prüfe Original- und Archivlink gemäß Anleitung und entferne dann diesen Hinweis., Paste' Magazin vom 29. Juni 2009, abgerufen am 4. September 2015
9. ↑  Untying The Knot with Wye Oak, National Public Radio vom 15. Oktober 2009, abgerufen am 4. September 2015